# Малая Чеца
Малая Чеца — река в России, протекает по территории Мезенского района Архангельской области. Длина реки — 75 км.
Начинается в Кольцевых болотах на высоте около 50 метров над уровне моря. Течёт в северном направлении, сначала по болоту, затем по заболоченной открытой местности, местами поросшей елово-берёзовым лесом, в низовьях — мимо рабочего посёлка Каменка. Устье реки находится в 4 км по правому берегу реки Чецы на высоте 0,4 метра над уровнем моря.
Ширина реки в среднем течении 6-10 метров, глубина 0,8-0,9 метра.
Основной приток — Левая Рассоха Малой Чецы, впадает слева в 56 километрах от устья.

## Данные водного реестра
По данным государственного водного реестра России относится к Двинско-Печорскому бассейновому округу, водохозяйственный участок реки — Мезень от водомерного поста деревни Малонисогорская и до устья. Речной бассейн реки — Мезень.